# 死蝋
死蝋（しろう、屍蝋・屍蠟とも）は、永久死体の一形態。死体が何らかの理由で腐敗菌が繁殖しない条件下にあって、外気と長期間遮断された果てに腐敗を免れ、その内部の脂肪が変性して死体全体が蝋状もしくはチーズ状になったものである。鹸化したものもみられる。ミイラとは異なり、乾燥した環境ではなく湿潤かつ低温の環境において生成される。
魔術に用いられた道具のひとつに、栄光の手（ハンド・オブ・グローリー）と呼ばれるものがある。これは死刑になった罪人の腕を切断して死蝋化させたもので、儀式における蝋燭の代用品や、さまざまな加護をもたらす護符として使用された。また、泥棒が盗みに入る家の門前でこれに点火し、燃えれば盗みは成功するが、燃えなければ失敗するので退散したほうが良い、とされていた。

## 実例
- 1972年、中国の長沙馬王堆一号漢墓から発見された死蝋は、漢代初期の50歳ほどの女性・辛追で、皮下組織は弾力性を維持し、身長154.5センチメートル、血液型はA、解剖結果として、胃の内容物に瓜の種が発見されたため、死亡時期は夏と判明している（鶴間和幸 『中国の歴史03 ファーストエンペラーの遺産 秦漢帝国』 講談社 2004年 p.168）。
- イタリアのシチリア島にあるカプチン・フランシスコ修道会の地下納骨堂に安置されているロザリア・ロンバルドのミイラは、世界一美しいミイラ（永久死体）として有名な死蝋である。
- 1977年、改葬のために発掘された福澤諭吉の遺体は完全に死蝋化していたといわれる。その後、遺族の希望で火葬された。
- 1950年、デンマークのユトランド半島において、ピート・ボグの中から発見されたトーロンマンは、紀元前4世紀に生きていた男性の遺体が自然に死蝋化したもので、考古学的には湿地遺体と呼ばれている。
- アメリカ・フィラデルフィアのミュター博物館（英語版）に収蔵されている鹸化した女性遺体。19世紀に死亡して埋葬されたと推定されている[1]。
- 東京都台東区の国立科学博物館日本館には江戸時代に死亡した女性のミイラが展示されているが、これは1999年に東京都台東区の遺跡で死蝋として発掘された遺体が発掘後の調査過程で乾燥しミイラ化したものである。甕に収めた密封状態で埋葬されたために保存状態は極めて良好で、頭髪や爪のみならず心臓や脊髄も残されている（土壌が酸性で埋葬された遺体の分解が進みやすい日本において、これほど保存状態の良い遺体は大変珍しく貴重である）。